# Jacek Frąś
Jacek Frąś (ur. 16 października 1977 w Sieradzu) – polski rysownik komiksów, malarz, plakacista, ilustrator, perkusista grupy Dick4Dick (a w latach 2001–2008 zespołu Cool Kids of Death). Członek Akademii Fonograficznej ZPAV.

## Życiorys
Absolwent Wydziału Grafiki i Malarstwa w Akademii Sztuk Pięknych im. Władysława Strzemińskiego w Łodzi (dyplom u prof. Mariana Kępińskiego). Studiował także w Akademii Sztuk Pięknych im. Jana Matejki w Krakowie (pracownia prof. Stanisława Rodzińskiego). Praktykował w Nowym Jorku, Tokio, Dubrowniku.
Swoje prace komiksowe publikował w: Machinie, Muzie, Gazecie Wyborczej, Polityce, Nie, Laif, DosDedos, AQQ, Stripburgerze, Warburgerze, Madburgerze, Talizmanie, Czasie Komiksu, Dzienniku Łódzkim, Dzienniku Polskim, Świecie Komiksu. Współpracował z wydawnictwami: Kultura Gniewu, Egmont, Zin-Zin Press, Viking. Brał udział w wielu wystawach indywidualnych i zbiorowych. Współpracuje z agencjami reklamowymi.
Rzeźbi również w śniegu. Do tego hobby nawiązuje Ostra biel.

## Twórczość komiksowa
Za komiks pt. Kaczka (dziejący się w trakcie powstania warszawskiego, oparty na kanwie warszawskiej legendy o złotej kaczce) został nagrodzony na Międzynarodowym Festiwalu Komiksów w Angoulême w 2001 r. nagrodą PRIX ALPH-ART Jeunes Talents przyznawaną najlepszemu młodemu rysownikowi (jako jedyny Polak). Rok wcześniej za ten sam komiks otrzymał II nagrodę, a na Międzynarodowym Festiwalu Komiksu w Łodzi.
W 2004 roku nakładem wydawnictwa Kultura Gniewu ukazał się album komiksowy Jacka Frąsia – Glinno.
W 2006 r. do magazynu Przekrój (nr 49/3207) został dołączony komiks Frąsia pt. Stan – autobiograficzna historia dziejąca się w Polsce, w stanie wojennym.
Współpracuje z pisarzem i scenarzystą Grzegorzem Januszem. W 2009 r. stworzyli wspólnie komiks Tragedyja Płocka, wydany przez Płocką Galerię Sztuki. Za narysowany rok wcześniej komiks Ostra biel otrzymali Grand Prix MFK w Łodzi (2009)
W internecie na portalu Facebook publikuje satyryczne komiksy, których bohaterem jest melon. Nie ma dla niego tematów tabu, którymi programowo się nie zajmuje, poza komiksami typowo komercyjnymi, reklamowymi, albo też nudnymi historycznymi, edukacyjnymi i bez polotu.
Komiks „Astronom” został uznany za najlepszy polski album komiksowy podczas 35. Międzynarodowego Festiwalu Komiksu i Gier w Łodzi w 2024.

## Publikacje komiksowe
- 2004 – Glinno, Kultura Gniewu[8]
- 2006 – Stan, Przekrój[9]
- 2009 – Tragedyja Płocka (scenariusz: Grzegorz Janusz), Płocka Galeria Sztuki[10]
- 2017 – Totalnie nie nostalgia – Memuar (scenariusz: Wanda Hagedorn), Kultura Gniewu/Wydawnictwo Komiksowe[11]

## Wystawy
- 2010 – „Pusty komiks”, Bałtycki Festiwal Komiksu
- 2010 – „Czas na komiks”, BWA Jelenia Góra[12][13]
- 2010 – „Czas na komiks”, BWA Zielona Góra[12]
- 2011 – „Czas na komiks”, Studio BWA Wrocław[14]
- 2011 – „Czas na komiks”, Galeria Instytutu Polskiego w Bratysławie[15]
- 2011 – „Czas na komiks”, Galeria Bielska BWA[16]
- 2011 – „Czas na komiks”, Wałbrzyska Galeria Sztuki Biuro Wystaw Artystycznych „Zamek Książ”
- 2011 – „Wystawa komiksu polskiego w Tokio”[17]
- 2011 – „Czas na komiks”, MFKiG Łódź
- 2012 – „Czas na komiks”, MBWA Leszno[18]
- 2012 – „Czas na komiks”, Galeria Sztuki im. Jana Tarasina w Kaliszu
- 2013 – „Poles ApART: New Polish Comics & Graphic Novels”, Międzynarodowy Festiwal Komiksowy „Comica”, Windows Gallery przy Central Saint Martins College of Art and Design, Londyn[19]
- 2016 – „Magma. La Bande Dessinée Polonaise contemporaine”, Lieu d’Europe, Strasbulles – Festival Européen de la Bande Dessinée, Strasbourg[20]
- 2017 – „Memoria e narrazione. Il fumetto storico polacco”, Napoli COMICON[21]
- 2017 – „Komiksowa Polska”, Stockholm International Comics Festival[22]
- 2019 – "Komiks polski na SoBD w Paryżu", Le Salon de la BD à Paris 2019[23]
- 2020 – "Slovo a obraz. Súčasný poľský komiks", Instytut Polski w Bratysławie[24]
- 2020/2021 – "Польский комикс на фестивале «КомМиссия» в Москве", Moskwa[25]
- 2022 – "La bande dessinée polonaise au Festival d'Angoulême", Angoulême[26]